# Othón Salazar
Othón Salazar Ramírez (Alcozauca, 17 mei 1924 - Tlapa, 4 december 2008) was een Mexicaans onderwijzer, activist en vakbondsbestuurder.
Salazar was afkomstig uit een Mixteekse familie uit de staat Guerrero. Hij werd docent aan een middelbare school en werd actief in de communistische onderwijzersvakbond, waarvoor hij in 1954 een staking aanvoerde. In 1957 richtte hij de Revolutionaire Lerarenbeweging (MRM) op, waarna hij werd gearresteerd en drie maanden gevangen zat in de gevangenis Lecumberri.
Salazar sloot zich aan bij de Mexicaanse Communistische Partij (PCM). Hij steunde in 1976 de presidentskandidatuur van Ramón Danzós en in 1980 was hij voor de PCM kandidaat voor het gouverneurschap van Guerrero. In 1982 werd hij voor de Verenigde Socialistische Partij van Mexico (PSUM), de opvolger van de PCM, tot burgemeester van zijn geboorteplaats gekozen, waarmee hij de eerste burgemeester van de linkse oppositie was na een decennialange overheersing van de Institutioneel Revolutionaire Partij (PRI).
Salazar werd lid van de Mexicaanse Socialistische Partij (PSM) toen deze in 1987 de PSUM verving en de Partij van de Democratische Revolutie (PRD) die in 1989 de PSM weer verving. In 1998 zegde hij zijn lidmaatschap van de PRD op nadat hij de partij niet links genoeg meer vond.
- Library of Congress Control Number: no2009200307
- Virtual International Authority File: 103575850
- WorldCat: E39PBJrrCdxfrkXv8mXTxrFMyd